# Список глав Словении

Штандарт президента Словении

Список глав Словении включает лиц, являвшихся главой государства Словении со времени создания в 1929 году Дравской бановины как административно-территориальной единицы Королевства Югославия.
Согласно действующей конституции, вступившей в силу в 1991 году, главой государства и верховным главнокомандующим Вооружёнными силами является Президент Республики Словении (словен. Predsednik / Predsednica Republike Slovenije), избираемый на пять лет с правом однократного переизбрания.
Использованная в первом столбце таблиц нумерация является условной; также условным является использование в первом столбце цветовой заливки, служащей для упрощения восприятия принадлежности лиц к различным политическим силам без необходимости обращения к столбцу, отражающему партийную принадлежность. Наряду с партийной принадлежностью, в столбце «Партия» также отражён беспартийный статус персоналий. В столбце «Выборы» отражены состоявшиеся выборные процедуры или иные основания получения полномочий. Для удобства список разделён на принятые в историографии периоды истории страны. Приведённые в преамбулах к каждому из разделов описания этих периодов призваны пояснить особенности её политической жизни.

## Дравская бановина (1929—1941) в составе Королевства Югославия
Созданное 1 декабря 1918 года Королевство сербов, хорватов и словенцев (сербохорв. Краљевина Срба, Хрвата и Словенаца / Kraljevina Srba, Hrvata i Slovenaca, словен. Kraljevina Srbov, Hrvatov in Slovencev) являлось унитарным государством. Существовавшие на начальном этапе провинции с собственными правительствами, обладавшими обширными полномочиями во внутренних вопросах, были расформированы к 1925 году. Только 3 октября 1929 года король Александр обнародовал вступивший на следующий день в силу закон «О наименовании и разделении королевства на административные районы», по которому страна стала называться «Королевством Югославия» (сербохорв. Краљевина Југославија / Kraljevina Jugoslavija, словен. Kraljevina Jugoslavija) и была разделена на девять бановин со смешанным национальным составом, включая Дравскую бановину (словен. Dravska banovina), населённую словенцами.
16 апреля 1941 года территория бановины была разделена между Германией, Италией и Венгрией.
|        | Портрет | Имя (годы жизни)                                  | Полномочия       | Полномочия       | Партия                     | Наименование должности                             | Пр.   |
| Начало | Портрет | Имя (годы жизни)                                  | Окончание        |                  | Партия                     | Наименование должности                             | Пр.   |
| ------ | ------- | ------------------------------------------------- | ---------------- | ---------------- | -------------------------- | -------------------------------------------------- | ----- |
| 1      |         | Душан Сернец (1882—1952) словен. Dušan Sernec     | 9 октября 1929   | 4 декабря 1930   | Словенская народная партия | Бан Дравской бановины словен. Ban Dravske banovine | [ 4 ] |
| 2      |         | Драго Марушич (1884—1964) словен. Drago Marušič   | 4 декабря 1930   | 8 февраля 1935   | беспартийный               | Бан Дравской бановины словен. Ban Dravske banovine | [ 5 ] |
| 3      |         | Динко Пуц (1879—1945) словен. Dinko Puc           | 8 февраля 1935   | 10 сентября 1935 | Демократическая партия     | Бан Дравской бановины словен. Ban Dravske banovine | [ 6 ] |
| 4      |         | Марко Натлачен (1886—1942) словен. Marko Natlačen | 10 сентября 1935 | 16 апреля 1941   | Словенская народная партия | Бан Дравской бановины словен. Ban Dravske banovine | [ 7 ] |

## Федеральная Словения (1944—1946) в составе ДФЮ
29 ноября 1943 года в боснийском городе Яйце на второй сессии Антифашистского вече народного освобождения Югославии (АВНОЮ) было принято решение о строительстве после окончания Второй мировой войны демократического федеративного государства югославских народов под руководством Коммунистической партии Югославии. Были заложены основы федеративного устройства страны из 6 частей (Сербия, Хорватия, Босния и Герцеговина, Словения, Македония и Черногория).
19 февраля 1944 года в Чрномеле был сформирован Словенский народно-освободительный совет в качестве высшего законодательного и исполнительного органа словенцев. В составе Демократической Федеративной Югославии Словения получила название Федеральная Словения (словен. Federalna Slovenija). На заседании Совета в городе Айдовшчина 5 мая 1945 года было создано народное правительство под руководством Бориса Кидрича.
29 ноября 1945 года Учредительная скупщина Югославии окончательно ликвидировала монархию и провозгласила Федеративную Народную Республику Югославия и 31 января 1946 года утвердила конституцию, в соответствии с которой федеральные государства были преобразованы в народные республики, в числе которых была и Словения.
|        | Портрет | Имя (годы жизни)                              | Полномочия      | Полномочия     | Партия                                   | Наименование должности                                                                                          | Пр.           |
| Начало | Портрет | Имя (годы жизни)                              | Окончание       |                | Партия                                   | Наименование должности                                                                                          | Пр.           |
| ------ | ------- | --------------------------------------------- | --------------- | -------------- | ---------------------------------------- | --- | ------------- |
| 5 (I)  |         | Йосип Видмар (1895—1992) словен. Josip Vidmar | 19 февраля 1944 | 31 января 1946 | Освободительный фронт словенского народа | Президент Словенского народно-освободительного совета словен. Predsednik Slovenskega narodnoosvobodilnega sveta | [ 12 ] [ 13 ] |

## Народная Республика Словения (1946—1963) в составе ФНРЮ
После провозглашения 29 ноября 1945 года Учредительной скупщиной Федеративной Народной Республики Югославия входившие в состав Демократической Федеративной Югославии государства были преобразованы в народные республики, в числе которых была и Народная Республика Словения (словен. Ljudska republika Slovenija). Официально это название было закреплено в конституции Югославии 31 января 1946 года и утверждено Словенским народно-освободительным советом 20 февраля.
19 ноября 1946 года начала работу принявшая на себя полномочия высшего органа Учредительная скупщина Народной Республики Словения (словен. Ustavodajna skupščina Ljudske republike Slovenije), которую возглавил являвшийся до этого президентом Словенского народно-освободительного совета Йосип Видмар. 16 января 1947 года Учредительная скупщина завершила работу принятием конституции и была преобразована в Народную скупщину (словен. Ljudska skupščina Ljudske republike Slovenije) во главе с президентом её Президиума (словен. Predsednik Prezidija). 30 января 1953 года Президиум Народной скупщины был ликвидирован, её главой стал президент Народной скупщины. Вступившая в силу 7 апреля 1963 года новая конституция Югославии провозгласила страну социалистическим государством, в соответствии с чем его название было изменено на «Социалистическая Федеративная Республика Югославия», а входившие в её состав республики получили название социалистических, включая Словению.
|           | Портрет        | Имя (годы жизни)                               | Полномочия      | Полномочия | Партия                                   | Наименование должности | Пр.    |
| Начало    | Портрет        | Имя (годы жизни)                               | Окончание       | | Партия                                   | Наименование должности | Пр.    |
| --------- | -------------- | ---------------------------------------------- | --------------- | --- | ---------------------------------------- | --- | ------ |
| 5 (I—III) |                | Йосип Видмар (1895—1992) словен. Josip Vidmar  | 31 января 1946  | 19 ноября 1946 | Освободительный фронт словенского народа | Президент Словенского народно-освободительного совета словен. Predsednik Slovenskega narodnoosvobodilnega sveta           | [ 12 ] |
| 5 (I—III) | 19 ноября 1946 | Йосип Видмар (1895—1992) словен. Josip Vidmar  | 16 января 1947  | Президент Президиума Учредительной скупщины Народной Республики Словения словен. Predsednik Prezidija Ustavodajne skupščine Ljudske republike Slovenije | Освободительный фронт словенского народа | | [ 12 ] |
| 5 (I—III) | 16 января 1947 | Йосип Видмар (1895—1992) словен. Josip Vidmar  | 30 января 1953  | Президент Президиума Народной скупщины Народной Республики Словения словен. Predsednik Prezidija Ljudske skupščine Ljudske republike Slovenije          | Освободительный фронт словенского народа | | [ 12 ] |
| 6         |                | Фердо Козак (1894—1957) словен. Ferdo Kozak    | 30 января 1953  | 16 декабря 1953 | Освободительный фронт словенского народа | Президент Народной скупщины Народной Республики Словения словен. Predsednik Ljudske skupščine Ljudske republike Slovenije | [ 16 ] |
| 7         |                | Миха Маринко (1900—1983) словен. Miha Marinko  | 16 декабря 1953 | 9 июня 1962 | Союз коммунистов Словении                | Президент Народной скупщины Народной Республики Словения словен. Predsednik Ljudske skupščine Ljudske republike Slovenije | [ 17 ] |
| 8         |                | Вида Томшичева (1913—1998) словен. Vida Tomšič | 9 июня 1962     | 25 июня 1963 | Союз коммунистов Словении                | Президент Народной скупщины Народной Республики Словения словен. Predsednik Ljudske skupščine Ljudske republike Slovenije | [ 18 ] |

## Социалистическая Республика Словения (1963—1990) в составе СФРЮ
Вступившая в силу 7 апреля 1963 года новая конституция Югославии провозгласила страну социалистическим государством, в соответствии с чем его название было изменено на «Социалистическая Федеративная Республика Югославия», а входившие в её состав республики получили название социалистических, включая Социалистическую Республику Словению (словен. Socialistična republika Slovenija).
По конституции парламент республики получил название Скупщина Социалистической Республики Словения (словен. Skupščina Socialistične republike Slovenije), название должности его руководителя и руководителя государства было изменено на президент Скупщины (словен. Predsjednik Skupščine). 9 мая 1974 года в Словении был образован внепарламентский высший коллегиальный орган управления — Президентство Социалистической Республики Словения во главе с президентом (словен. Predsjednik Predsedništva Sociјаlističke Republike Slovenije). 8 марта 1990 года название страны было заменено на «Республику Словения».
|           | Портрет    | Имя (годы жизни)                                   | Полномочия   | Полномочия | Партия                    | Наименование должности                                                                                                 | Пр.    |
| Начало    | Портрет    | Имя (годы жизни)                                   | Окончание    | | Партия                    | Наименование должности                                                                                                 | Пр.    |
| --------- | ---------- | -------------------------------------------------- | ------------ | --- | ------------------------- | --- | ------ |
| 9         |            | Иван Мачек (1908—1993) словен. Ivan Maček          | 25 июня 1963 | 9 мая 1967 | Союз коммунистов Словении | Президент Скупщины Социалистической Республики Словения словен. Predsednik Skupščine Socialistične republike Slovenije | [ 19 ] |
| 10 (I—II) |            | Сергей Крайгер (1914—2001) словен. Sergej Kraigher | 9 мая 1967   | 9 мая 1974 | Союз коммунистов Словении | Президент Скупщины Социалистической Республики Словения словен. Predsednik Skupščine Socialistične republike Slovenije | [ 20 ] |
| 10 (I—II) | 9 мая 1974 | Сергей Крайгер (1914—2001) словен. Sergej Kraigher | 23 мая 1979  | Президент Президентства Социалистической Республики Словения словен. Predsednik Predsedstva Socialistične republike Slovenije | Союз коммунистов Словении | | [ 20 ] |
| 11        |            | Виктор Авбель (1914—1993) словен. Viktor Avbelj    | 23 мая 1979  | Президент Президентства Социалистической Республики Словения словен. Predsednik Predsedstva Socialistične republike Slovenije | Союз коммунистов Словении | 7 мая 1984 | [ 21 ] |
| 12        |            | Франце Попит (1921—2013) словен. France Popit      | 7 мая 1984   | Президент Президентства Социалистической Республики Словения словен. Predsednik Predsedstva Socialistične republike Slovenije | Союз коммунистов Словении | 6 мая 1988 | [ 22 ] |
| 13 (I)    |            | Янез Становник (1922—2020) словен. Janez Stanovnik | 6 мая 1988   | Президент Президентства Социалистической Республики Словения словен. Predsednik Predsedstva Socialistične republike Slovenije | Союз коммунистов Словении | 8 марта 1990 | [ 23 ] |

## Республика Словения (с 1990)
8 марта 1990 года название страны было заменено на Республику Словения (словен. Republika Slovenija). 23 декабря 1990 года в Словении был проведён референдум о независимости, по результатам которого 25 июня 1991 года она была провозглашена независимым государством. По Брионскому соглашению, завершившему десятидневный вооружённый конфликт между Югославской народной армией и силами Территориальной обороны Словении, на три месяца (с 8 июля 1991 года до 8 декабря 1991 года) Словения приостанавливала действие Декларации о независимости.
|            | Портрет         | Имя (годы жизни)                                    | Полномочия      | Полномочия      | Партия                          | Выборы                                                               | Наименование должности                                                                         | Пр.           |
| Начало     | Портрет         | Имя (годы жизни)                                    | Окончание       |                 | Партия                          | Выборы                                                               | Наименование должности                                                                         | Пр.           |
| ---------- | --------------- | --------------------------------------------------- | --------------- | --------------- | ------------------------------- | -------------------------------------------------------------------- | ---------------------------------------------------------------------------------------------- | ------------- |
| 13 (II)    |                 | Янез Становник (1922—2020) словен. Janez Stanovnik  | 8 марта 1990    | 10 мая 1990     | Партия демократических перемен  | [ комм. 4 ]                                                          | Президент Президентства Республики Словения словен. Predsednik Predsedstva Republike Slovenije | [ 23 ]        |
| 14 (I—III) |                 | Милан Кучан (1941—) словен. Milan Kučan             | 10 мая 1990     | 22 декабря 1992 | беспартийный                    | 1990                                                                 | Президент Президентства Республики Словения словен. Predsednik Predsedstva Republike Slovenije | [ 27 ] [ 28 ] |
| 14 (I—III) | 23 декабря 1992 | Милан Кучан (1941—) словен. Milan Kučan             | 22 декабря 1997 | 1992            | беспартийный                    | Президент Республики Словения словен. Predsednik Republike Slovenije |                                                                                                | [ 27 ] [ 28 ] |
| 14 (I—III) | 23 декабря 1997 | Милан Кучан (1941—) словен. Milan Kučan             | 22 декабря 2002 | 1997            | беспартийный                    | Президент Республики Словения словен. Predsednik Republike Slovenije |                                                                                                | [ 27 ] [ 28 ] |
| 15         |                 | Янез Дрновшек (1950—2008) словен. Janez Drnovšek    | 23 декабря 2002 | 22 декабря 2007 | Либеральная демократия Словении | Президент Республики Словения словен. Predsednik Republike Slovenije | 2002                                                                                           | [ 29 ] [ 30 ] |
|            | беспартийный    | Янез Дрновшек (1950—2008) словен. Janez Drnovšek    | 23 декабря 2002 | 22 декабря 2007 |                                 | Президент Республики Словения словен. Predsednik Republike Slovenije | 2002                                                                                           | [ 29 ] [ 30 ] |
| 16         |                 | Данило Тюрк (1952—) словен. Danilo Türk             | 23 декабря 2007 | 22 декабря 2012 | беспартийный                    | Президент Республики Словения словен. Predsednik Republike Slovenije | 2007                                                                                           | [ 31 ] [ 32 ] |
| 17 (I—II)  |                 | Борут Пахор (1963—) словен. Borut Pahor             | 23 декабря 2012 | 22 декабря 2017 | Социал-демократы                | Президент Республики Словения словен. Predsednik Republike Slovenije | 2012                                                                                           | [ 33 ] [ 34 ] |
|            | 23 декабря 2017 | Борут Пахор (1963—) словен. Borut Pahor             | 22 декабря 2022 | беспартийный    | 2017                            | Президент Республики Словения словен. Predsednik Republike Slovenije |                                                                                                | [ 33 ] [ 34 ] |
| 18         |                 | Наташа Пирц-Мусар (1968—) словен. Nataša Pirc Musar | 23 декабря 2022 | беспартийный    | действующий                     | 2022                                                                 | Президент Республики Словения словен. Predsednica Republike Slovenije                          | [ 35 ] [ 36 ] |